# Comuna Petrivka, Huleaipole
Petrivka (în ucraineană Петрівка) este o comună în raionul Huleaipole, regiunea Zaporijjea, Ucraina, formată din satele Petrivka (reședința), Staroukraiinka și Zelene.

## Demografie
Componența lingvistică a comunei Petrivka
     Ucraineană (96,25%)
     Rusă (3,75%)
Conform recensământului din 2001, majoritatea populației comunei Petrivka era vorbitoare de ucraineană (96,25%), existând în minoritate și vorbitori de rusă (3,75%).